# 😂
Cara con lágrimas de alegría (😂) es un emoji con una cara alegre que se ríe a carcajadas y al mismo tiempo llora. Es el emoji más utilizado en las redes sociales: WhatsApp, Facebook, Snapchat, Twitter e Instagram. A este emoji también se le conoce como el emoji lol.

## Historial de desarrollo y uso
La creación y el desarrollo de emojis se remonta a finales de la década de 1990 en Japón. Aunque un conjunto anterior de emojis ya había aparecido en el J-Phone de 1997, este tuvo una adopción limitada debido a su alto precio. El primer conjunto de emojis populares se atribuye a Shigetaka Kurita, ingeniero de telecomunicaciones japonés y empleado de NTT DoCoMo, quien en 1999, dibujó las ilustraciones después de tener la idea de agregar imágenes simples a la función de mensajes de texto de NTT DoCoMo. Se inspiró en el manga japonés donde los personajes a menudo se dibujan con representaciones simbólicas llamadas manpu (como una gota de agua en el rostro para representar nerviosismo o confusión) y pictogramas meteorológicos utilizados para representar las condiciones climáticas. Estos primeros emojis se implementaron en el servicio i-Mode de  DoCoMo. 
El conjunto DoCoMo i-Mode incluía variadas expresiones faciales, como caritas sonrientes, derivadas de un estilo visual japonés que se puede encontrar comúnmente en el manga y en el anime, combinado con los kaomoji y smileys. Aunque aquel conjunto incluía varias caras felices, específicamente «Cara con lágrimas de alegría» (😂) solo apareció como parte de los conjuntos de emojis au (de KDDI) y de SoftBank Mobile, siendo 😆  la alternativa más cercana para el conjunto DoCoMo en teléfonos con Android. 4.3 Jellybean o anterior. 
Cuando Apple lanzó el primer iPhone en 2007, había un teclado emoji destinado únicamente a los usuarios japoneses. Sin embargo, después de que los usuarios de iPhone en los Estados Unidos descubrieron que la descarga de aplicaciones japonesas permitía el acceso al teclado, creció la presión para expandir la disponibilidad del teclado emoji más allá de Japón, y en 2011, Apple lo convirtió en una función estándar de iOS en todo el mundo.  La popularidad mundial de los emojis aumentó a principios y mediados de la década de 2010.
Lo que fue oficialmente llamado emoji «Face with Tears of Joy» por el Consorcio Unicode, traducido al español como «Cara con lágrimas de alegría» se introdujo con la versión de octubre de 2010 de Unicode 6.0.  Provenía de los sets de emojis de SoftBank Mobile y au (KDDI).

## Popularidad en las redes sociales e impacto cultural

Aparición en Twemoji, usado en Twitter, Discord, Roblox, Nintendo Switch y más

A mediados de la década de 2010, el emoji se fue volviendo cada vez más popular: el 5 de junio de 2014, FiveThirtyEight señaló que el emoji «Cara con lágrimas de alegría» (😂) era el segundo emoji más utilizado en la plataforma de Twitter, apareciendo en más de 278 millones de tuits, solo detrás del emoji «Corazón» (♥️)  que tenía más de 342 millones de apariciones.
Oxford University Press se asoció con la empresa de tecnología móvil Microsoft SwiftKey para explorar la frecuencia y estadísticas de uso de los emojis más populares a nivel mundial. A partir de los datos extraídos de 2015, 😂  fue elegido como la Palabra del año del Diccionario Oxford ya que era el emoji más utilizado, en todo el mundo. En una publicación, Oxford expresó que el emoji «fue elegido como la 'palabra' que mejor reflejaba el espíritu, el estado de ánimo y las preocupaciones de 2015». Microsoft SwiftKey detalló además que solo este icono constituía el 20% de todos los emojis utilizados en el Reino Unido en 2015, y el 17% de los de EE. UU., en comparaciómn a los respectivos 4% y el 9% que tenía en 2014  El presidente de Oxford Dictionaries, Caspar Grathwohl, explicó la elección de Oxford, afirmando que «los emoji se están convirtiendo en una forma de comunicación cada vez más rica, que trasciende las fronteras lingüísticas».
En mayo de 2015, Instagram Engineering publicó una entrada de blog que sobre los datos de los usuarios de Instagram, que revelaba que este emoji era el más utilizado en la plataforma de Instagram. El 7 de diciembre de 2015, el equipo oficial Twitter Data tuiteó que Cara con lágrimas de alegría fue el emoji más usado en la plataforma Twitter durante el año, con más de 6.600 millones de usos hasta ese momento.
En el Día Mundial del Emoji 2017, el fundador y CEO de Facebook, Mark Zuckerberg, compartió los diez emojis más utilizados en la plataforma de Facebook; el emoji Cara con lágrimas de alegría ocupó el puesto número 1 a nivel mundial, incluyendo en el Reino Unido. El emoji también fue uno de los tres más utilizados a nivel mundial en la aplicación Messenger de Facebook. También durante la celebración, Microsoft SwiftKey anunció que este emoji fue el más utilizado en el Reino Unido durante 2016. En 2017, Time informó que por tercer año consecutivo el emoji «[reinó] supremo en las redes sociales».
Los usuarios de Twitter lo votaron como el emoji más popular «de todos los tiempos» en 2017, otorgándole el premio Lifetime Achievement Award en los premios anuales World Emoji Awards de Emojipedia, anunciados en el mercado de valores de Nueva York para el Día Mundial del Emoji.
Como signo del cambio de los tiempos, el emoji comenzó a perder cierta popularidad a principios de la década de 2020 dentro de la llamada Generación Z, que comenzó a asociarlo con las generaciones anteriores. Sobre esto, la cadena de noticias CNN señaló que «a veces los adolescentes y veinteañeros usan los emoji - como el que ríe y llora - irónicamente, pro ejemplo enviando seis o siete de ellos seguidos a sus amigos, para exagerarlo. Pero, en general, ese emoji es no-go».

## Recepción
En noviembre de 2013, Brenden Gallagher de la publicación Complex posicionó este emoji en el número 2 de su «Emoji Power Rankings», y escribió que la «investigación cortesía de Complex Stats and Information indica que la cara sonriente que llora casi ha llegado a un punto de completa saturación». En respuesta a la decisión de Oxford de hacer de «😂» su palabra del año en 2015, la escritora de Slate Katy Waldman comentó que el emoji era la apropiada encarnación lingüística de un año complicado, así como un buen comentario sobre el mismo acto de elegir una palabra del año. «¿Qué significa? ¿Es bueno o malo? ¡Depende! Con su  labilidad emocional intensa e inescrutable, es menos una palabra y más una invitación a inventar un significado».
Respecto al razonamiento detrás de la popularidad del emoji, Fred Benenson, autor de Emoji Dick, comentó que «es versátil. Se puede usar para transmitir alegría, obviamente, pero también 'Me estoy riendo tanto que estoy llorando'. Así que tienes cubiertas dos emociones humanas básicas que ocurren comúnmente».  Benenson también atribuyó la popularidad del emoji a que es uno de los emojis mejor diseñados de Apple. Abi Wilkinson, una periodista independiente que escribe para The Guardian, opinó que el emoji Cara con lágrimas de alegría es «el peor emoji de todos», describiéndolo como «obnoxious, chortling little yellow dickhead [with] bulbous, cartoonish tears streaming down its face» («odioso y risueño imbécil amarillo con lágrimas bulbosas y caricaturescas corriendo por su cara»).

## Codificación digital
El emoji Cara con lágrimas de alegría está en el bloque «Emojis» en los puntos de código:
| Carácter                  | 😂                     | 😂                     | 😹                         | 😹                         |
| ------------------------- | ---------------------- | ---------------------- | -------------------------- | -------------------------- |
| Unicode                   | FACE WITH TEARS OF JOY | FACE WITH TEARS OF JOY | CAT FACE WITH TEARS OF JOY | CAT FACE WITH TEARS OF JOY |
| Codificación              | decimal                | hex                    | decimal                    | hex                        |
| Unicode                   | 128514                 | U+1F602                | 128569                     | U+1F639                    |
| UTF-8                     | 240 159 152 130        | F0 9F 98 82            | 240 159 152 185            | F0 9F 98 B9                |
| Ref. numérica             | &#128514;              | &#x1F602;              | &#128569;                  | &#x1F639;                  |
| Shift JIS (au by KDDI)    | 244 104                | F4 68                  | 244 103                    | F4 67                      |
| Shift JIS (SoftBank 3G)   | 251 82                 | FB 52                  |                            |                            |
| 7-bit JIS (au by KDDI)    | 123 73                 | 7B 49                  | 123 72                     | 7B 48                      |
| Emoji shortcode           | :joy:                  | :joy:                  | :joy_cat:                  | :joy_cat:                  |
| Google name (pre-Unicode) | HAPPY FACE 5           | HAPPY FACE 5           | CAT FACE 3                 | CAT FACE 3                 |
| CLDR text-to-speech name  | face with tears of joy | face with tears of joy | cat with tears of joy      | cat with tears of joy      |